# Dorothy Baker
Dorothy Baker (Geburtsname: Dorothy Dodds; * 21. April 1907 in Missoula, Montana; † 17. Juni 1968 in Terra Bella, Kalifornien) war eine US-amerikanische Romanschriftstellerin, die insbesondere durch ihren 1938 erschienenen Debütroman Young Man With A Horn über das Leben des Jazzkornettisten Bix Beiderbecke bekannt wurde. Zusammen mit ihrem Ehemann Howard Baker verfasste sie 1944 mit Trio ein Theaterstück über die Trennung eines lesbischen Paares.

## Leben
Dorothy Dodds, Tochter von Raymond Dodds und dessen Ehefrau Alice Grady Dodds, begann nach dem Besuch des Whittier College ein grundständiges Studium an der University of California, Los Angeles (UCLA), das sie 1929 mit einem Bachelor of Arts (B.A.) beendete. Ein darauffolgendes postgraduales Studium der Ingenieurwissenschaften am Occidental College schloss sie 1930 mit einem Bachelor of Engineering ab. Am 2. September 1930 heiratete sie den Schriftsteller Howard Baker und arbeitete danach einige Zeit als Lehrerin für Französisch und Spanisch an einer High School in Oakland. 1933 nahm sie ein weiteres postgraduales Studium der Französischen Sprache an der University of California, Berkeley auf, welches sie 1934 mit einem Master of Arts (M.A.) beendete.
Inspiriert durch das Leben des Jazzkornettisten Bix Beiderbecke verfasste Dorothy Baker 1938 ihren Debütroman Young Man With A Horn, der 1950 von Michael Curtiz unter dem Titel Der Mann ihrer Träume mit Kirk Douglas, Lauren Bacall und Doris Day verfilmt wurde. Für ihren Roman erhielt sie ein Stipendium des Verlages Houghton Mifflin Harcourt. 1942 erhielt sie zudem ein Guggenheim-Stipendium und verfasste 1944 mit ihrem Ehemann Trio, ein Theaterstück über die Trennung eines lesbischen Paares. Allerdings wurde dieses Bühnenwerk kein großer Erfolg, sodass sie sich wieder auf das Schreiben von Romanen konzentrierte.
Ihr 1962 erschienener Roman Cassandra at the Wedding handelte von eineiigen Zwillingen, die sich besonders nahe standen, und basierten auf dem Leben der beiden Töchter des Ehepaares Baker, Ellen und Joan Baker. Zuletzt verfasste sie mit The Ninth Day das Drehbuch für eine Episode der Fernsehserie Playhouse 90, in der es um einen jungen Mann geht, der nach dem Dritten Weltkrieg in einer Gruppe lebt und von den Älteren gezwungen wird, die einzige junge Frau der Gruppe zu heiraten, als er die Gruppe verlassen wollte. Nach ihrem Tode an den Folgen einer Krebserkrankung am 17. Juni 1968 wurde Dorothy Baker auf dem Hillcrest Cemetery in Porterville beigesetzt.

## Veröffentlichungen
- Young man with a horn, 1938
- Our gifted son, 1948
- Trio, 1943
- Cassandra at the wedding, 1962
- The ninth day, 1967

in deutscher Sprache
- Der Jazztrompeter, Humboldt Verlag, Wien 1949
- Verklungene Trompete, Sanssouci Verlag, Zürich 1961
- Cassandra auf der Hochzeit, Verlag Krüger, Hamburg 1965
- Zwei Schwestern, dtv, München 2015
- Ich mag mich irren, aber ich finde dich fabelhaft, dtv, München 2017